# Unterirdische Flüsse in London

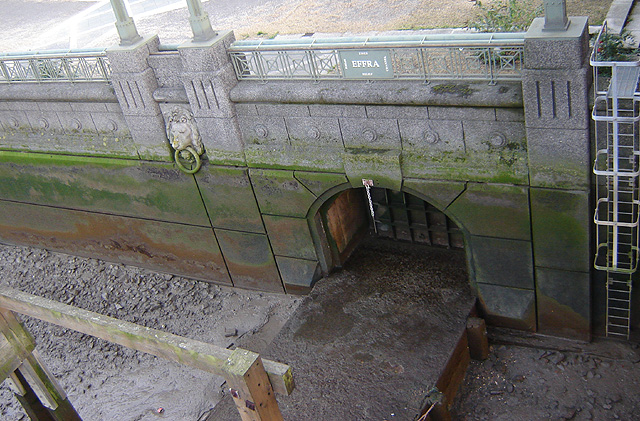
Der Effra ist einer der unterirdischen Flüsse Londons. Er mündet an der Vauxhall Bridge in die Themse.

Die unterirdischen Flüsse Londons sind direkte oder indirekte Zuflüsse der Themse, die durch die Ausdehnung Londons überbaut wurden. Die Flüsse fließen nun unterirdisch in Durchlässen, und sind zu großen Teilen integrale Bestandteile der Londoner Kanalisation.

## Unterirdische Flüsse in London
Nordseite der Themse
- Black Ditch
- Bollo Brook
- Carbuncle Ditch
- Counter’s Creek

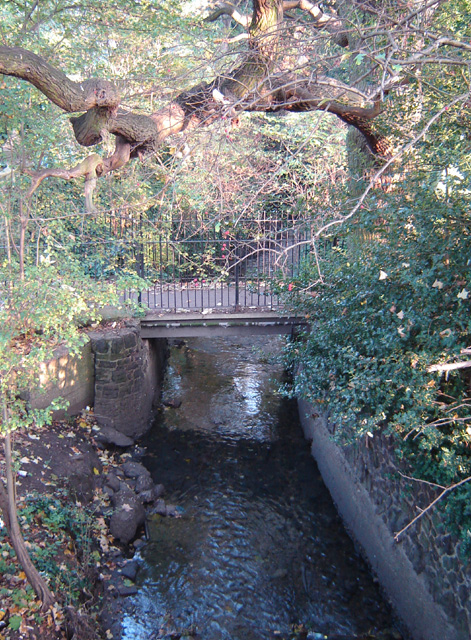
Die Moselle ist oberirdisch im Tottenham Cemetery auf ihrem Weg in den River Lea

- River Fleet (siehe dazu auch Fleet Street)
- Hackney Brook
- River Lea
- River Moselle[2]
- Muswell Stream[2]
- Parr’s Ditch
- Pudding Mill River
- Stamford Brook
- Tyburn
- Tyburn Brook
- Walbrook
- River Westbourne
- River Brent (teilweise unterirdisch)
- River Rom (teilweise unterirdisch)

Südseite der Themse
- Earl’s Sluice
- River Effra
- Falconbrook
- River Neckinger
- River Peck
- River Ravensbourne
- River Quaggy
- River Wandle
- Sudbrook

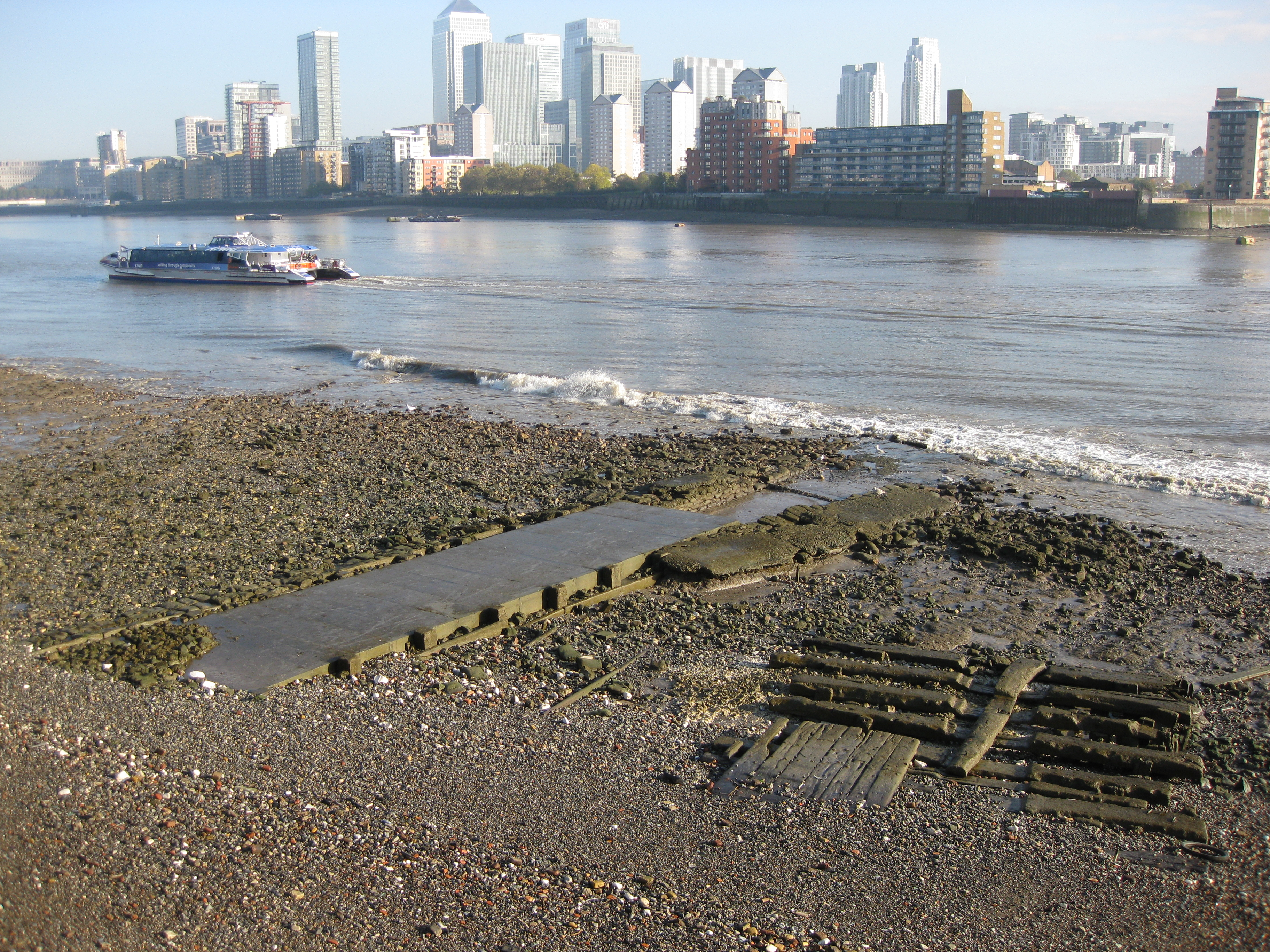
Die Mündung des Earl’s Sluice an der Deptford Wharf

- Beverley Brook (teilweise unterirdisch)
- Norbury Brook (teilweise unterirdisch)

## Ausbau
Im Juni 2008 wurden Pläne zur Offenlegung der unterirdischen Flüsse Londons vom Büro des Mayor of London vorgelegt. Im Januar 2009 wurde mit dem London Rivers Action Plan in Zusammenarbeit von Environment Agency, Natural England, The River Restoration Centre und der Greater London Authority eine Strategie veröffentlicht, um dies in die Wirklichkeit umzusetzen.